# Mwanza (Malawi)
Mwanza ist eine 1200 Meter hoch gelegene Grenzstadt in Malawi mit 18.039 Einwohnern (Stand 2018). Sie liegt an der wichtigen Straße von Blantyre nach Tete am Sambesi in Mosambik und ist die Hauptstadt des gleichnamigen Distrikts Mwanza mit einer Fläche von 2259 km² sowie einer Bevölkerung von 138.015. Die Straße mit einer einspurigen Brücke über den Shire an der Mpatamanga-Schlucht ist inzwischen mit Mitteln der Europäischen Union sehr gut ausgebaut. Sie führt als Fernstraße Richtung Südafrika. 70 % des internationalen Straßentransportes für Malawi werden in Mwanza abgefertigt.
Mwanza ist nur als Zollstation von Bedeutung. Gegenüber an der Grenze liegt Zobue in Mosambik. Der Mwanza-Distrikt ist ein bergiges und landwirtschaftlich schwieriges Umland, auch wenn die Böden relativ fruchtbar sind. Dennoch gehört Mwanza zu den ärmsten Distrikten Malawis. Ernährung, Alphabetenrate und Einkommen liegen deutlich unter dem nationalen Durchschnitt. Das World Food Program hat den Muyende Bwino Pit Stop gegründet, um die Prostitution in dem Grenzort zu bekämpfen.
Landwirtschaftlich sind Gemüseanbau und Honiggewinnung von Bedeutung.
Mwanza hat eine 1000 Meter lange Flugpiste, Grund- und Sekundarschulen und ein Krankenhaus, das vor allem Mosambikaner behandelt, die sonst ohne jede medizinische Versorgung sind.